# Кочабамба
Кочабамба (ісп. Cochabamba), Кучапампа (Quchapampa) — одне з найбільших міст Болівії, столиця однойменного департаменту Кочабамба. В перекладі з мови кечуа означає «болотиста місцевість».

## Географія
Кочабамба знаходиться за 220 км на південний схід від міста Ла-Пас в Східних Кордильєрах, у родючій і густонаселеній долині Кочабамба. Долина оточена горами, що досягають 5000 м у висоту.

### Клімат
Місто знаходиться у зоні, котра характеризується океанічним кліматом субтропічних нагір'їв. Найтепліший місяць — листопад із середньою температурою 20 °C (68 °F). Найхолодніший місяць — червень, із середньою температурою 13.3 °С (56 °F).
| Клімат Кочабамби        | Клімат Кочабамби | Клімат Кочабамби | Клімат Кочабамби | Клімат Кочабамби | Клімат Кочабамби | Клімат Кочабамби | Клімат Кочабамби | Клімат Кочабамби | Клімат Кочабамби | Клімат Кочабамби | Клімат Кочабамби | Клімат Кочабамби | Клімат Кочабамби |
| Показник                | Січ.             | Лют.             | Бер.             | Квіт.            | Трав.            | Черв.            | Лип.             | Серп.            | Вер.             | Жовт.            | Лист.            | Груд.            | Рік              |
| Абсолютний максимум, °C | 32               | 31               | 32               | 33               | 32               | 30               | 27               | 32               | 32               | 32               | 32               | 32               | 33               |
| Середній максимум, °C   | 23               | 23               | 23               | 25               | 24               | 23               | 23               | 24               | 25               | 26               | 26               | 25               | 24               |
| Середня температура, °C | 18               | 18               | 18               | 17               | 15               | 13               | 13               | 15               | 17               | 18               | 20               | 19               | 17               |
| Середній мінімум, °C    | 13               | 12               | 12               | 10               | 6                | 3                | 3                | 6                | 9                | 11               | 12               | 13               | 9                |
| Абсолютний мінімум, °C  | 6                | 6                | 3                | 2                | −2               | −6               | −2               | −1               | −3               | 2                | 3                | 2                | −6               |
| Днів з дощем            | 17               | 13               | 12               | 5                | 2                | 1                | 1                | 2                | 5                | 6                | 8                | 13               | 85               |
| ----------------------- | ---------------- | ---------------- | ---------------- | ---------------- | ---------------- | ---------------- | ---------------- | ---------------- | ---------------- | ---------------- | ---------------- | ---------------- | ---------------- |
| Джерело: Weatherbase    |                  |                  |                  |                  |                  |                  |                  |                  |                  |                  |                  |                  |                  |

## Історія
Територія Кочабамби була заселена задовго до приходу європейців. В околицях міста можна побачити руїни споруд інків і більш ранніх поселень. В 1542 році регіон став частиною іспанської колонії, віце-королівства Перу, і тут з'явилися перші поселенці з Європи.
Місто Кочабамба було засноване 15 серпня 1571 року й дістало назву Оропеса на честь віце-короля Франсиско де Толедо, що походив з родини графів де Оропеса. Але за наказом віце-короля офіційне заснування міста було перенесено на 1 січня 1574 року. Цей день вважається сьогодні датою заснування міста.
Місто, що лежить в родючій долині з хорошим кліматом, стало сільськогосподарським центром і постачало продукцію в срібні шахти Потосі. Довгий час Кочабамба було основним зерносховищем країни.
З 1776 року місто в складі провінції Санта-Крус-де-ла-Сьєрра перейшло до новоутвореного іспанського віце-королівства Ріо-де-ла-Плата.
В 1783 році Іспанія перенесла адміністративний центр провінції з Санта-Крус-де-ла-Сьєрра в Оропеса, а в 1786 році місто було перейменоване в Кочабамба.
14 вересня 1810 року жителі міста під проводом Франциско де Ріверо підняли повстання, коли стало відомо, що герой визвольного руху Педро Домінго Мурілльйо був страчений в Ла-Пасі. Небесно-блакитний прапор повстанців і до сьогодні є прапором департаменту Кочабамба. Зараз 14 вересня — місцеве свято.
У травні 1812 року відбулося повстання проти іспанських колоніальних загарбників. 24 травня чоловіки міста виступили проти іспанських загонів і були вбиті. Іспанські війська повернули на місто. Люди, що залишилися живими, переважно жінки, особи похилого віку й діти, зібралися на пагорбах Коронілла і Коліна-Сан-Себастьян і намагалися захистити місто за допомогою палиць, каміння та інших примітивних знарядь. 27 травня 1812 року іспанці втопили повстання в крові, понад 200 захисників міста загинуло. На згадку про цей день на Коронілле звели пам'ятник «Захисниці Коронілли» на честь мужніх жінок, крім цього, 27 травня, на згадку про цю подію, у Болівії відзначається День матері.
Після здобуття незалежності й заснування держави Болівія в 1825 році Кочабамба стало столицею новоствореного однойменного департаменту.
На початку 2000 року Кочабамба стало центром так званої «війни за воду». Після вимушеної приватизації водопостачання міста міжнародним валютним фондом ціни на воду збільшилися у півтора рази за короткий час. Це привело до потужних протестів і загального страйку. Під час розгону демонстрантів поліція застосувала силу, у місті було введено воєнний стан. В середині квітня 2000 року уряд скасував приватизацію. Під час цих подій 7 чоловік загинуло й сотні дістали поранення.

## Визначні місця та пам'ятки міста
Центральна частина міста лежить на рівнині, деякі його райони — на пагорбах. На північ і захід від центру протікає річка Ріо-Роча, на південному сході лежить озеро Лагуна Алалай. Завдяки численним паркам і садам Кочабамба часто називають «місто-сад».
Символом міста з 1994 року є Статуя Христа Злагоди на горі Сан Педро в східній частині міста. Висота статуї становить 34,2 м (разом з постаментом понад 40 м), таким чином, вона на 2 метри вища широко відомої статуї Христа на горі Корковадо в Ріо-де-Жанейро. На гору Сан-Педро можна потрапити по канатній дорозі, а в деякі дні можна піднятися і на саму статую, крізь оглядові вікна якої відкривається панорамний краєвид.
У центрі міста знаходиться площа 14 вересня з старовинним собором. На ній і навколо площі Колумба стоять будинки в колоніальному стилі, інша частина міста забудована сучасно. На північ від площі Колумба проходить широкий бульвар Ель Прадо з установами, банками, готелями і ресторанами.
На південь лежить ринок Ла Канча, що займає кілька вуличок і площ. Він відкритий сім днів на тиждень і є найбільшим вуличним ринком Південної Америки. Ла Канча виник з декількох розрізнених ринків, які розрослися після економічних реформ середини 80-х років XX століття.
На сході міста знаходиться Головний університет Сан-Сімон, один з найкращих університетів Болівії.
У південно-західній частині міста, на пагорбах розкинувся міський парк. У ньому, на пагорбі Коронілла, можна побачити пам'ятник жінкам і дітям, які захищали місто під час визвольної війни 1812 року проти колоніальних загарбників-іспанців.
Місто має археологічний музей.

## Транспортне сполучення
- Міжнародний аеропорт імені Джорджа Вільстерманна
- Залізничний вокзал і автовокзал
- Асфальтовані автомобільні дороги

## Культура
Центром релігійного і культурного життя є чотириденне свято на честь святої діви Уркупіни, патронеси міста, яке проводиться в середині серпня. Вулицями міста йдуть процесії, проходять церковні служби та інші урочистості. За традицією, рано вранці 15 серпня, жителі міста вирушають хресним ходом в Кільакольйо, що лежить за 14 км від Кочабамби, де в місцевій церкві знаходиться рака Діви Уркупіни. Під час хресного ходу федеральна дорога між цими двома містами перекривається.
У лютому або березні в місті проходить карнавал.
У жовтні 2004 року в Кочабамбі пройшла перша бієнале сучасного мистецтва Болівії.

## Спорт
- Хорхе Вільстерманн (футбольний клуб)
- Аурора (футбольний клуб)

## Знамениті земляки
- Педро Бланко Сото (1795–1829) — політик
- Едмондо Пас Солдан — болівійський письменник
- Едуардо Родрігес — болівійський юрист і політик
- Мішель Андраде — українська співачка болівійського походження
- Хайме Ларедо (1941) — американський скрипаль і диригент
- Ренато Прада Оропеса (1937) — мексиканський письменник і вчений

## Міста-побратими
Маямі, штат Флорида, США

## Різне
Чичарон — традиційна страва зі свинини в Кочабамбі. Свинина просмажується на відкритому вогні у великих чанах і подається з картоплею і чічою — традиційним алкогольним напоєм з маїсу.
У місті планується розмістити парламент UNASUR[джерело?].